# クイーンズランド鉄道
QR（キューアール）リミテッド - QR Limited（前 Queensland Rail, Queensland Railways）は、オーストラリア・クイーンズランド州の州営の鉄道会社で、クイーンズランド交通省が管轄している。鉄道インフラの整備を行うとともに、都市圏旅客輸送（シティートレイン）、長距離旅客輸送（トラベルトレイン）、貨物輸送（QRナショナル）の列車運行も行っている。

## 歴史

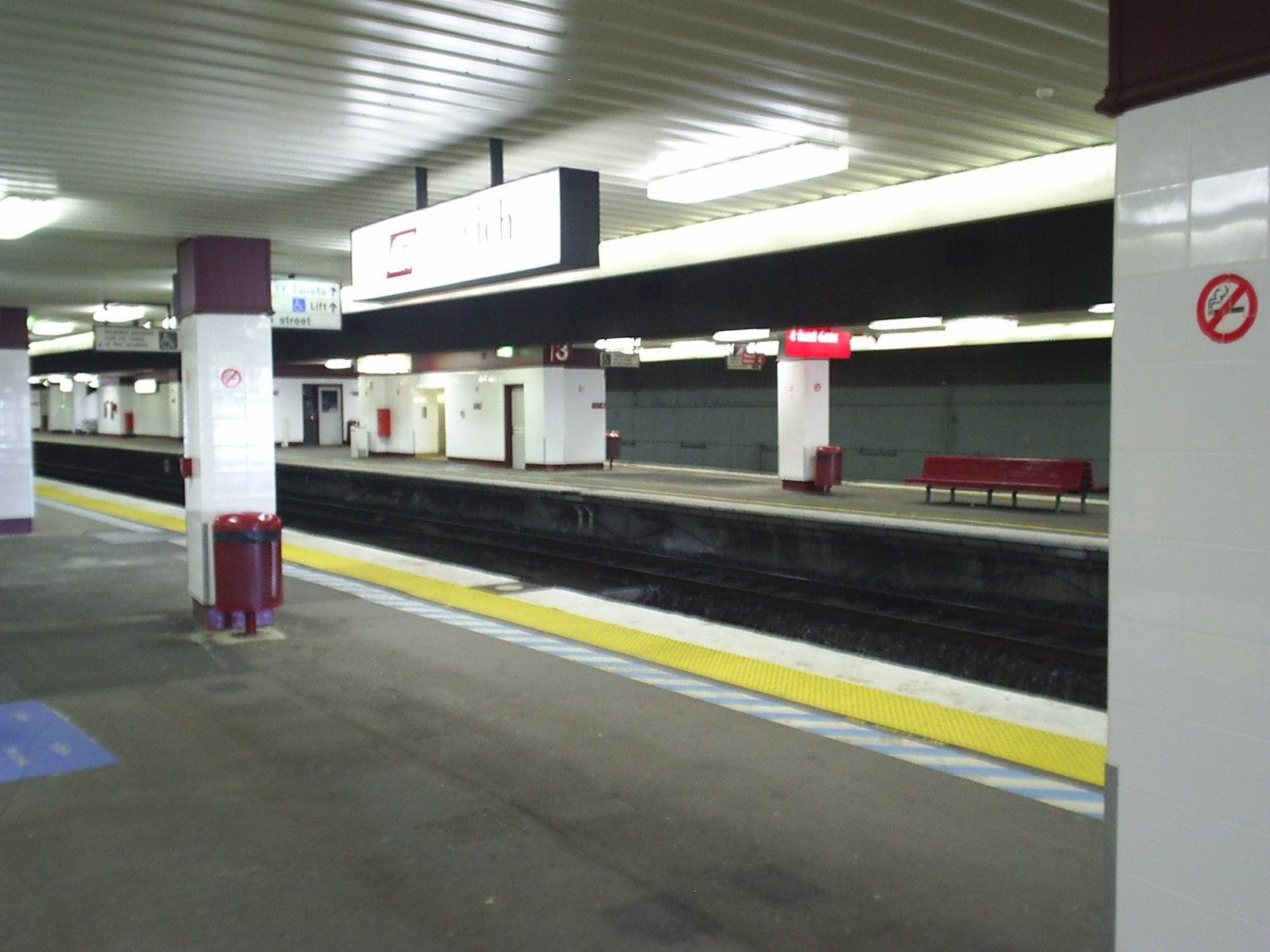
イプスウィッチ駅: 最初に開業した区間の起点駅。

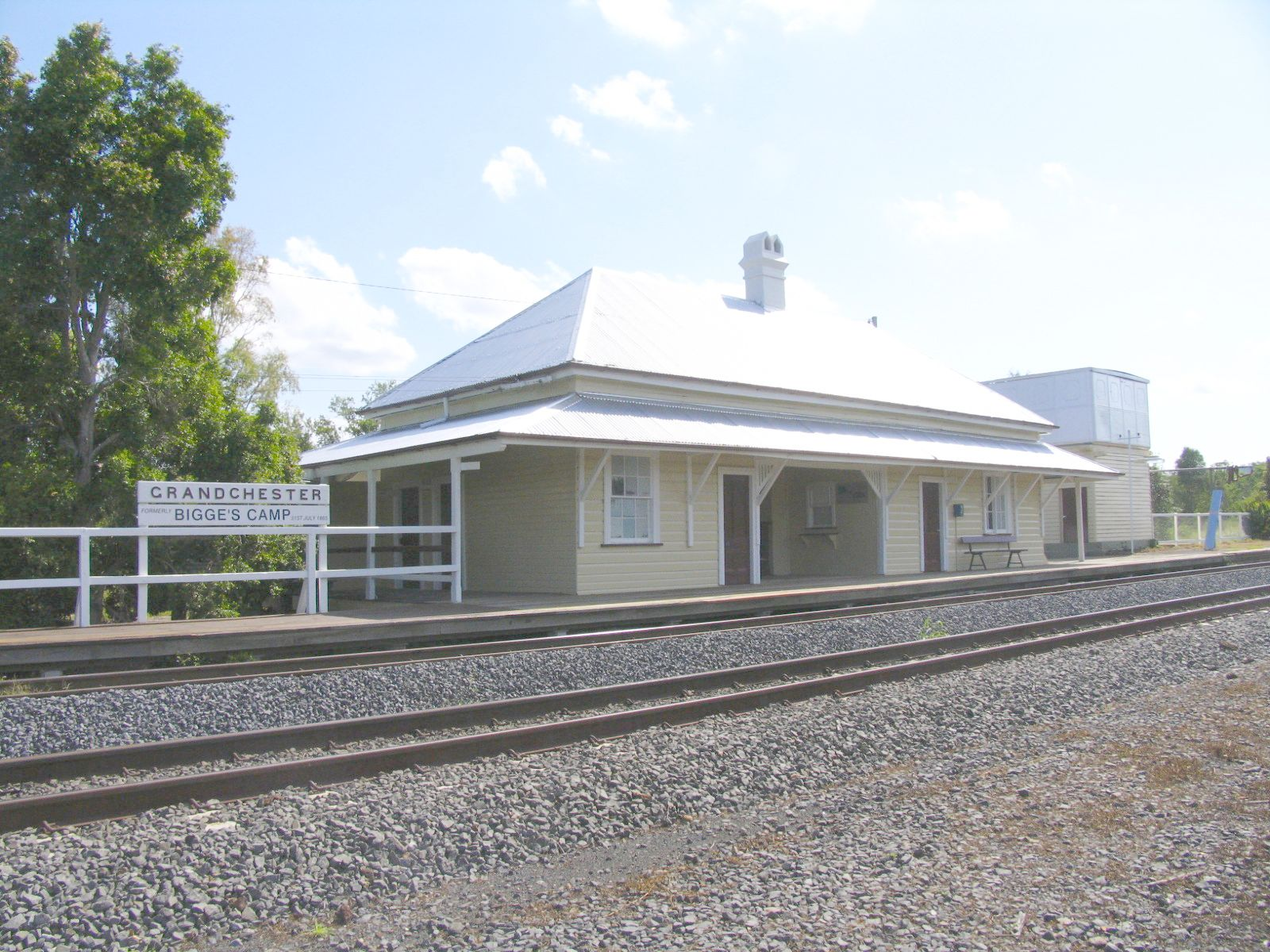
グランドチェスター駅: 最初に開業した区間の終点駅。

1865年にクイーンズランド植民地で最初の鉄道路線がイプスウィッチ駅 - グランドチェスター駅（開業当時の名称は Bigge's Camp）間で開業した。狭軌の1,067 mm幅（3フィート6インチ軌間）の線路を使った幹線としては世界で最も初期のものの1つである（のちに、西オーストラリア州、南オーストラリア州、タスマニア州、ノーザンテリトリー、ニュージーランド、南アフリカ共和国、日本、インドネシア、アフリカ南部、ナイジェリア、ガーナ などで使われる）。狭軌は急勾配の区間で建設費を抑える意図で採用された。
その後はブリスベン、メリーボロー、バンダバーグ、グラッドストン、ロックハンプトン、マッカイ、ボーエン、タウンズビル、ケアンズ、クックタウンの東海岸の港湾から内陸へと路線が広がった。これらの路線はクックタウンからの路線を除き、1888年から1924年までにかけて東海岸に沿ったノース・コースト線が建設されたことにより連結された。1968年からは重量石炭輸送用の貨物線が加わった。
1979年からブリスベン都市圏の路線が電化された。1986年から重量石炭輸送用の貨物線の多くが電化され、ノース・コースト線ブリスベン - ロックハンプトン間はオーストラリアで唯一の重要地方路線の電化であった。

### 年表
- 1865年: 最初の路線がイプスウィッチ駅 - グランドチェスター駅間で開業。
- 1999年: 法定の州営会社となりQRの名称を使用開始。
- 2002年: ニューサウスウェールズ州カシノを拠点とする貨物鉄道会社ノーザン・リバーズ鉄道を買収し、州間貨物鉄道事業（インタレール (en:Interail)）を開始。
- 2005年: パシフィック・ナショナル (en:Pacific National) が参入し、自社の路線で初めて他社との競争が発生。
- 2005年: QRナショナルを立ち上げ、ニューサウスウェールズ州ハンター・バレーで石炭輸送を開始。
- 2005年: 運送会社CRTグループ (en:CRT Group) を買収。
- 2006年: 西オーストラリア州の貨物鉄道会社オーストラリア鉄道グループ (ARG: en:Australian Railroad Group) を買収。
- 2007年7月1日: ‘Company Government Owned Corporation (GOC)’となる。それまでは Government Owned Corporation であった。[2]これにより、QR は会社法 (Corporations Act) 上の公開会社となった。

## 路線

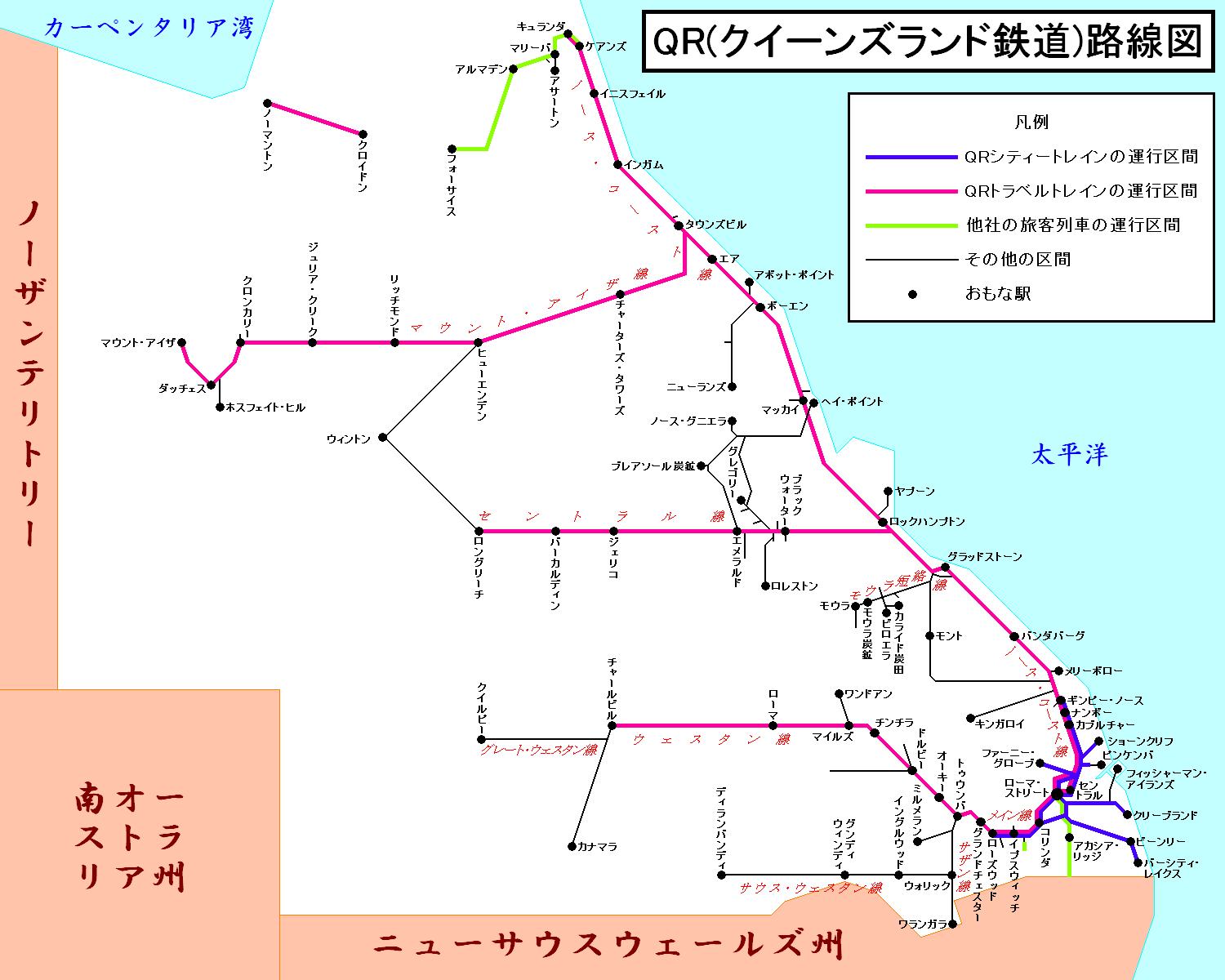
QR（クイーンズランド鉄道）路線図

QRの営業中の路線延長は2008年6月30日現在8048kmである。800kmを超える長大な路線が東西に3本、南北に1本あり、そこから複数の路線が分岐している。この他に北部に他の路線と接続していない独立した路線がある。ほとんどの区間は狭軌 (1067mm) であるが、ニューサウスウェールズ州との州間連絡鉄道となっている区間は標準軌 (1435mm) である。
メイン線 - ウェスタン線・サザン線
東海岸のブリスベン市 (en:Brisbane City Council) と州西部内陸部のサウス・ウェスト地方を結ぶ。トゥーンバ駅までがメイン線で、そこから西に向かうウェスタン線と南に向かうサザン線に分かれる。グレート・ウェスタン線、サウス・ウェスタン線など、複数の支線（廃線含む）がある。詳細はメイン線・ウェスタン線・サザン線を参照。
セントラル線
東海岸のロックハンプトン市 (en:Rockhampton Region) と州西部内陸部のセントラル・ウェスト地方を結ぶ。複数の支線（廃線含む）がある。詳細はセントラル線を参照。
マウント・アイザ線
東海岸のタウンズビル市 (en:City of Townsville) と州西部のノース・ウェスト地方を結ぶ。複数の支線（廃線含む）がある。詳細はマウント・アイザ線を参照。
ノース・コースト線
東海岸に沿ってブリスベン市とケアンズ市 (en:Cairns Region) を結ぶ。ブリスベン市でメイン線およびゴールドコースト線と、ロックハンプトン市でセントラル線と、タウンズビル市でマウント・アイザ線と接続する。他にモウラ短絡線など、複数の支線（廃線含む）がある。詳細はノース・コースト線を参照。
ゴールドコースト線
東海岸のブリスベン市とゴールドコースト市 (en:Gold Coast City) を結ぶ。複数の支線（廃線含む）がある。ブリスベン市とニューサウスウェールズ州を結ぶ標準軌線も分岐している。詳細はゴールドコースト線を参照。
ノーマントン駅 - クロイドン駅間
カーペンタリア市 (en:Shire of Carpentaria) のノーマントン駅 (Normanton) からクロイドン市 (en:Shire of Croydon) のクロイドン駅までを結ぶ。路線距離151.52km、軌間1067mm、全線単線・非電化の路線で、カーペンタリア湾の近くのノーマントン地区から東南東に進み内陸のクロイドン地区に至る。他のどの鉄道路線とも接続しておらず、孤立している。
当路線ではトラベルトレインの観光列車が週1往復運行されている。
1889年にノーマントン駅からHaydonまで開業し、1891年にクロイドン駅まで延伸開業した。当初はノーマントン地区からクロンカリー地区へと敷設する予定であったがクロイドン地区で金鉱が発見されるとクロイドン地区への路線に変更された。
クックタウン駅 - ローラ駅間（廃線）

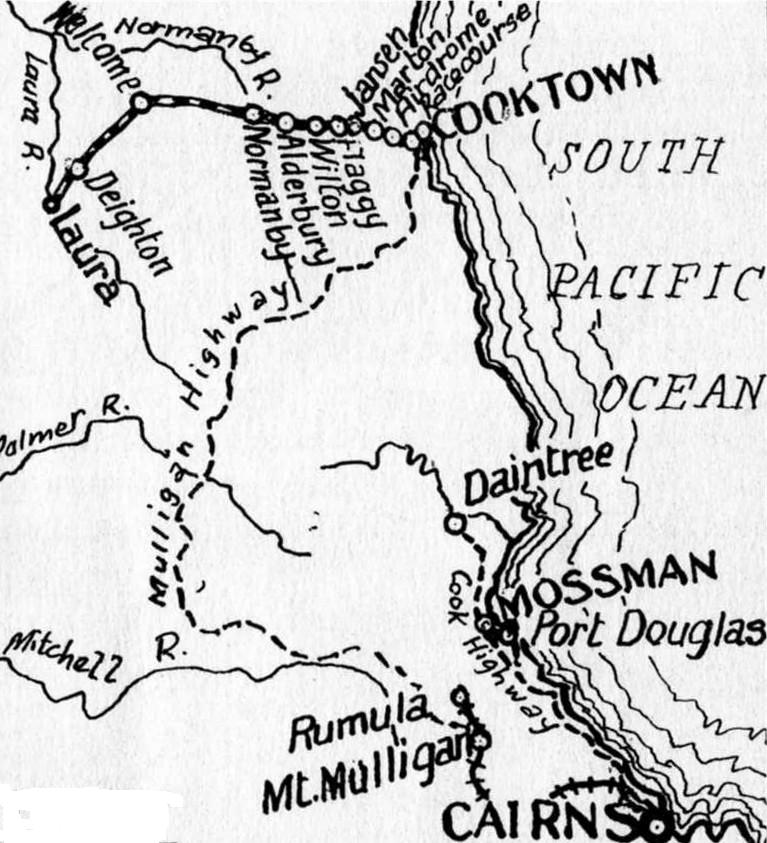
クックタウン駅 - ローラ駅間の鉄道路線図

 かつてファー・ノース・クイーンズランド地方のクックタウン駅 (Cooktown) とローラ駅 (Laura) を結ぶ路線があった。1885年にクックタウン駅から Palmer Road まで開業し、1888年にローラ駅まで延伸開業した。ノース・コースト線が完成した際にも当路線は他のどの鉄道路線とも接続せず、のちに廃止された。
グレート・ウェスタン鉄道（未成線）
かつて州西部内陸部を南北に結ぶ路線が計画されていた。詳細はグレート・ウェスタン鉄道を参照。